# 3-Метилтио-2,4-дитиапентан
3-Метилтио-2,4-дитиапентан — органическое соединение, тиоэфир, ароматический агент, обладает сильным запахом земляного гриба. Обнаружен в трюфелях, относится к т.н. трюфелевым сульфидам, вызывающим их специфический запах.